# 12372 Kagesuke
12372 Kagesuke è un asteroide della fascia principale. Scoperto nel 1994, presenta un'orbita caratterizzata da un semiasse maggiore pari a 2,2773144 UA e da un'eccentricità di 0,1026909, inclinata di 4,20929° rispetto all'eclittica.